# Elecciones legislativas de Guatemala de 1923
Las elecciones parlamentarias se celebraron en Guatemala en diciembre de 1923. El resultado fue una victoria para el Partido Liberal, el cual ganó todos los 69 asientos. Los candidatos liberales lograron victorias abrumadoras en cada elección, un resultado que el cuerpo diplomático americano describió como tan falso.

## Resultados
| Partidos y alianzas         | Escaños |    |  |
| --------------------------- | ------- | -- |  |
| Partido Liberal             | 69      |    |  |
| Partido Liberal Progresista | 0       |    |  |
| Partido Conservador         | 0       |    |  |
| Votos nulos/inválidos       | -       | -  |  |
| Total                       | 100     | 69 |  |